# Siglo XXIX
El siglo XXIX d. C. (siglo veintinueve después de Cristo) o siglo XXIX e. c. (siglo veintinueve de la era común) será el noveno siglo del III milenio en el calendario gregoriano. Comenzará el 1 de enero de 2801 y terminará el 31 de diciembre de 2900.

## Predicciones astronómicas

### Principales eclipses totales de Sol
- 21 de mayo de 2813: Eclipse total de Sol[1] (6 min 11 s), del saros 170.
- 1 de junio de 2831: Eclipse total de Sol[2] (6 min 39 s), del saros 170.
- 12 de junio de 2849: Eclipse total de Sol[3] (7 min 00 s), del saros 170.
- 23 de junio de 2867: Eclipse total de Sol[4] (7 min 10 s), del saros 170.
- 3 de julio de 2885: Eclipse total de Sol[5] (7 min 11 s), del saros 170, “coronando” esta serie.

### Otros fenómenos astronómicos
- Los restos del cometa Ikeya-Seki deberían volver de nuevo al interior del sistema solar. El cometa se observó desde la Tierra en 1965 y 1966, fragmentándose en tres pedazos al aproximarse al Sol.
- 25 de marzo de 2816: a 15:47 UTC, Mercurio ocultará a Júpiter.
- 6 de marzo de 2817: a 9:36 UTC, Venus ocultará Saturno.
- 11 de abril de 2818: a 20:41 UTC, Mercurio ocultará Marte.
- 6 de febrero de 2825: a 10:50 UTC, Marte ocultará a Urano.
- 2829/2830: Triple conjunción Marte-Saturno.
- 15 de diciembre de 2830: a 09:40 UTC, Venus ocultará Marte.
- 2842/2843: Triple conjunción Marte-Júpiter.
- 16 de diciembre de 2846: Tránsito de Venus.
- 14 de diciembre de 2854: Tránsito parcial de Venus.
- 20 de julio de 2855: a 05:15 UTC, Mercurio ocultará a Júpiter.
- 2866: Triple conjunción Marte-Saturno.
- 16 de marzo de 2880: impacto potencial del asteroide (29075) 1950 DA (de 1,1 km de diámetro); es el objeto próximo a la Tierra con mayor probabilidad de impacto contra el planeta y con capacidad de provocar algo parecido a un invierno nuclear de caer en tierra.[6]

## Ciencia ficción
- La serie de televisión Star Trek: Voyager, en el capítulo «El fin del futuro», una de las paradojas temporales dice que una masiva explosión destruye el sistema solar terrestre y el culpable de la explosión es la nave estelar USS Voyager.
- La película de Disney Pixar, WALL·E, se desarrolla en el año 2805.
- El OVA Cyber City Oedo 808, se desarrolla en el año 2808.
- La trama del libro En el siglo XXIX: la jornada de un periodista americano en el 2889, de Julio Verne, se desarrolla, como indica su título, en el año 2889.
- El episodio La bestia de abajo, de Doctor Who sucede en este siglo.